# Beqir Kosova
Beqir Kosova (geb. 20. Mai 1949) ist ein ehemaliger albanischer Sportschütze.
Kosova trat bei den Olympischen Sommerspielen 1972 in München an, als Albanien zum ersten Mal eine Delegation an Olympische Spiele schickte. Im Wettbewerb 50 m Kleinkaliber kam er auf Platz 66.
1974 wurde er im kommunistischen Albanien mit dem Titel „Verdienter Sportmeister“ ausgezeichnet.